# Kuartango
Kuartango en basque ou Cuartango en espagnol, est une commune d'Alava, dans la communauté autonome du Pays basque en Espagne.

## Hameaux
La commune comprend les hameaux suivants :
- Anda (47 habitants), concejo, avec ses trois hameaux Anda (24 habitants), Andagoia (19 habitants) et Katadiano (4 habitants) ;
- Aprikano (19 habitants), concejo ;
- Etxabarri-Kuartango (24 habitants), concejo, avec ses deux hameaux Etxabarri-Kuartango(18 habitants) et Tortura (6 habitants) ;
- Jokano (34 habitants), concejo ;
- Luna (37 habitants), concejo, avec ses quatre hameaux Archúa (10 habitants), Arriano (8 habitants), Guillarte (6 habitants) et Luna (13 habitants) ;
- Marinda (29 habitants), concejo, avec ses cinq hameaux Iñurrita (1 habitant), Marinda (1 habitant), Santa Eulalia (16 habitants), Urbina de Basabe (2 habitants) et Villamanca (10 habitants) ;
- Sendadiano (21 habitants), concejo ;
- Urbina Eza (17 habitants), concejo ;
- Uribarri-Kuartango (12 habitants), concejo ;
- Zuhatzu Kuartango (116 habitants), concejo, chef-lieu de la commune.